# Estaleiro Atlântico Sul
O Estaleiro Atlântico Sul (EAS) é um estaleiro brasileiro localizado no município de Ipojuca, no estado de Pernambuco, sendo controlado por Mover Participações (antigamente Grupo Camargo Corrêa) e Queiroz Galvão, com a maioria de suas atividades hoje voltada para reparo naval.

## História
O EAS iniciou suas atividades em outubro de 2007, tendo sido a primeira planta de indústria naval a funcionar em Pernambuco, ocupando uma área original de 100 hectares. Em seu auge, chegou a empregar mais de 6.000 trabalhadores.
Em 2004, a Transpetro lançou o Promefː Programa de Modernização e Expansão da Frota, com o objetivo renovar a frota da nacional. Foram encomendados 49 navios, dos quais 22 ao EASː dez Suezmax, cinco Aframax, quatro aliviadores Suezmax e três aliviadores Suezmax.
O navio João Cândido foi entregue pela primeira vez em 07 de maio de 2010. Em abril de 2012, o navio concluiu estágio no mar e foi certificado como apto a navegar. 
Em 23 de novembro de 2012, foi lançado o segundo navio, Zumbi dos Palmares.
Em 23 de agosto de 2013, foi  lançado o terceiro navio, Dragão do Mar.
O estaleiro também recebeu encomendas para a produção de sete sondas projetadas para perfuração de poços submarinos) para a Sete Brasil.
O EAS também construiu o casco inferior da plataforma P-55 e participou da montagem dos módulos e integração do sistema do FPSO P-62. 
Em fevereiro de 2015, o EAS encerrou o contrato de sondas com a Sete Brasil.
  

Em junho de 2016, com a crise política e econômica, a Transpetro cancelou contratos assinados com o estaleiro Atlântico Sul para a construção de sete navios. Foi mantido o contrato de oito navios, que deveriam ser entregues até 2019. O EAS já havia entregue sete navios até aquele ano.

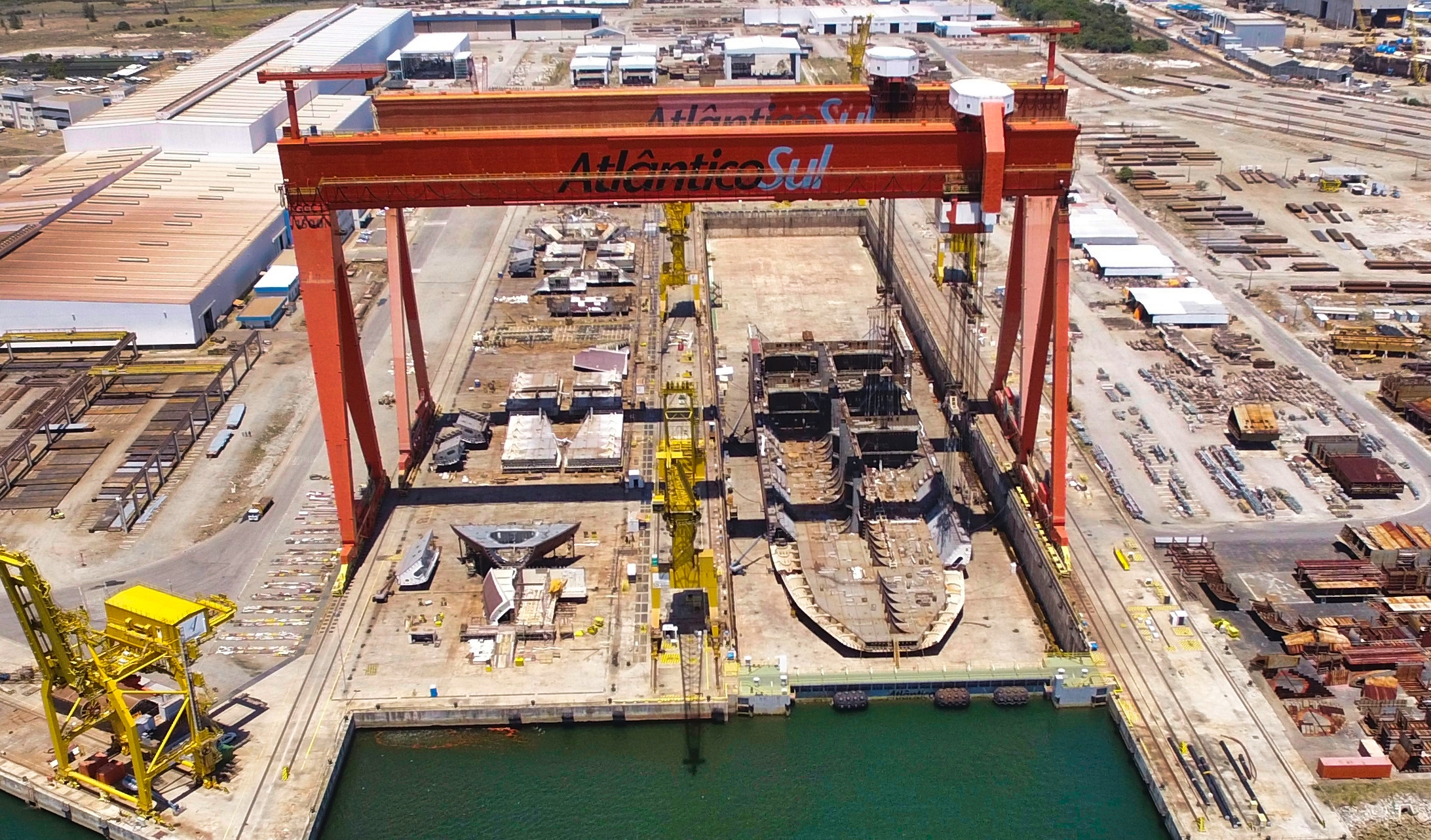
Estaleiro Atlântico Sul

Em 2019, o estaleiro encerrou as suas atividades no Complexo Industrial Portuário de Suape, com a entrega do último navio, o Portinari. Em 2020, aproximadamente 6 meses após esse encerramento, deu início a processo de recuperação judicial. Como parte deste processo de recuperação judicial, as operações do EAS foram retomadas em outubro de 2020, com atividades de reparo naval.
Em julho de 2022, o EAS promoveu o leilão de parte de sua área (dois dos três terrenos inicialmente adquiridos para a sua construção) com o objetivo de levantar R$300 milhões em recursos para quitar dívidas com credores. O leilão fora acordado com esses credores no processo de recuperação judicial. Anteriormente, esses terrenos haviam sido apresentados como garantia de pagamento ao BNDES pelo financiamento da construção do estaleiro. O BNDES era, no momento do leilão, o principal credor do EAS. Dois consórcios apresentaram ofertas no leilão. Um deles, formado pelos grupos ICTSI e Conepar, apresentou proposta de compra por R$ 400 milhões. O consórcio vencedor, contudo, foi o consórcio APM Terminals, liderado pelo grupo Maersk, com uma proposta no valor de R$ 455 milhões.

## Características

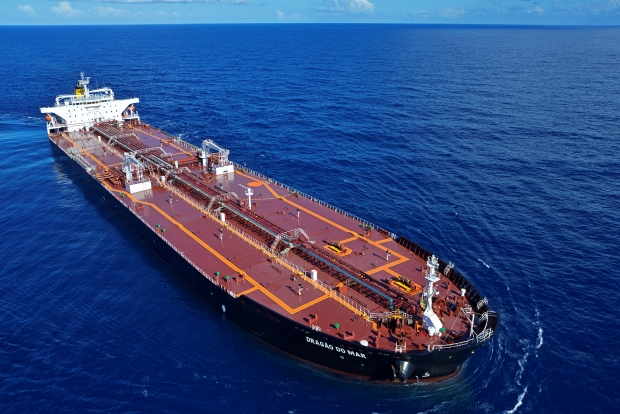
O navio-petroleiro Dragão do Mar

O dique seco é a principal estrutura do estaleiro com 400 metros de extensão, 73 metros de boca e 12 metros de profundidade, o que possibilita a produção de embarcações com até 500 mil toneladas.
Em setembro de 2009 aconteceu a cerimônia de batimento de quilha do primeiro navio petroleiro do tipo Suezmax produzido pelo estaleiro para o Programa de Modernização e Expansão da Frota (Promef 1) da Transpetro.
Recebeu a encomenda dez navios Suezmax contratados em 2007, além de oito do tipo Aframax e outros 3 Suezmax, totalizando 22 dos 49 petroleiros previstos no Promef. Também a construção de seis navios-sonda também para a Transpetro. O Atlântico Sul também construiu o casco da plataforma de petróleo P-55 e P-62 para a Petrobrás..

## Navios construídos

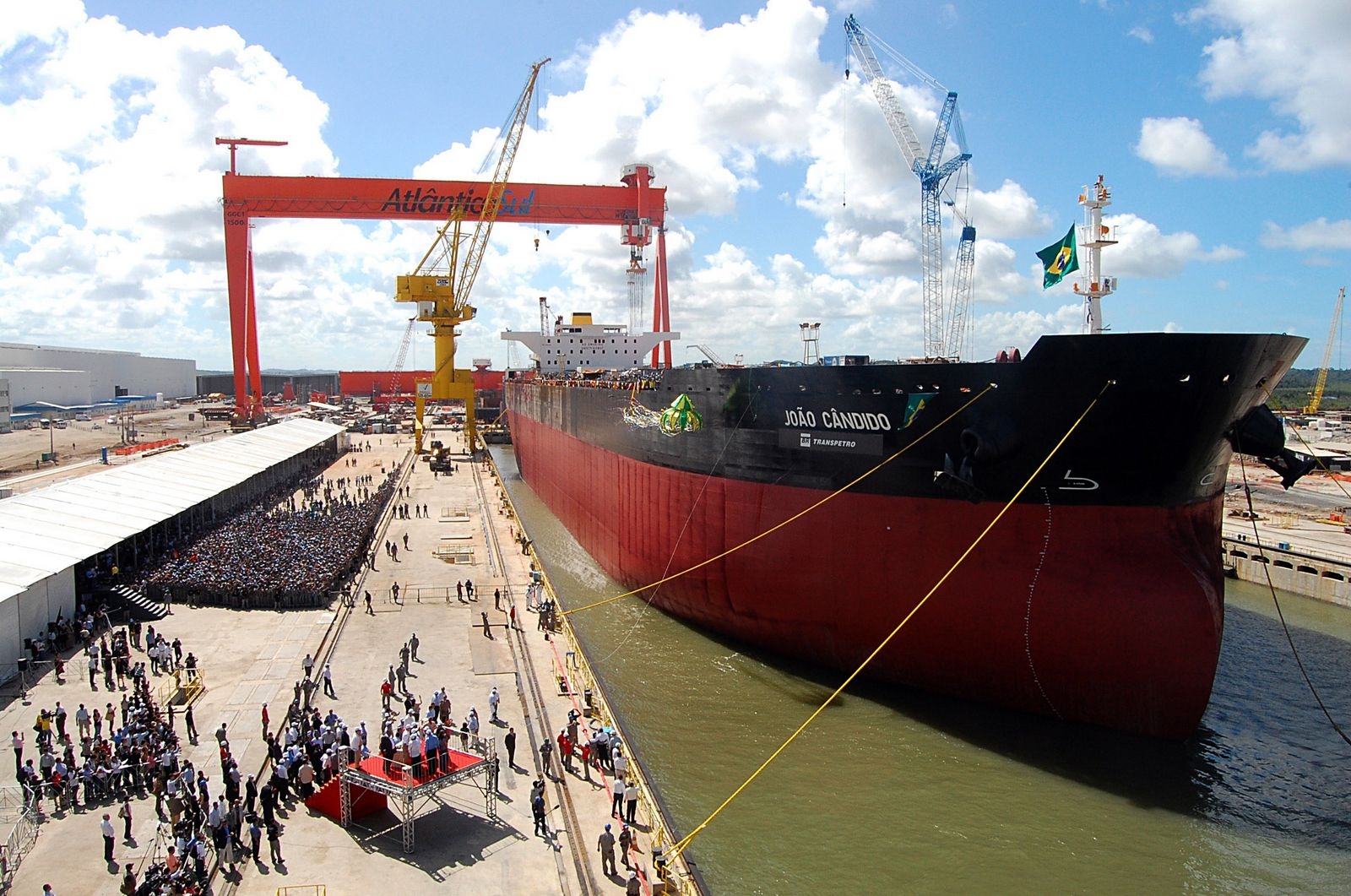
O navio-petroleiro João Cândido em seu lançamento

- João Cândido, Suezmax, viagem inaugural em maio de 2012[21]
- Zumbi dos Palmares, Suezmax, viagem inaugural em maio de 2013[21]

- Dragão do Mar, Suezmax, viagem inaugural em dezembro de 2013[22]
- Henrique Dias, Suezmax,  viagem inaugural em dezembro de 2014[23]
- André Rebouças, Suezmax, viagem inaugural em maio de 2015[24]
- Marcílio Dias, Suezmax, viagem inaugural em setembro de 2015[25]
- José do Patrocínio, Suezmax, viagem inaugural em dezembro de 2015[23]
- Machado de Assis, Suezmax, viagem inaugural em 2016[26]
- Milton Santos, Suezmax, viagem inaugural em 2016[27]
- Castro Alves, Aframax, viagem inaugural em abril de 2018[28]
- Abdias Nascimento Suezmax, viagem inaugural em setembro de 2017[29]
- Carlos Drummond de Andrade, Aframax, viagem inaugural em setembro de 2018[23]
- Olavo Bilac, Aframax, viagem inaugural em dezembro de 2018[23]
- Garrincha, Aframax, viagem inaugural em abril de 2019[30][31]
- Portinari, Aframax,  viagem inaugural em junho de 2019[31]

## Plataformas
- FPSO P-62[23]
- P-55[23]